# ミラー財団 (タイ)
ミラー財団は、タイ王国チェンラーイ県の山岳少数民族支援を行っているNGO。1991年創設。

## 概要
ミラー財団は、タイ北部山岳少数民族の国籍、薬物、文化保護、人身取引にかかわる問題に取り組む非政府組織。前身はミラーアートグループといい、1991年にチエンラーイ県で活動を開始した。 

## 所在地
チェンラーイ県 ムアンチエンラーイ郡タムボン・メーヤーオ バーン・フワイチョム ムー1 241
(เลขที่ 241 ม.1 บ้านห้วยขม ต.แม่ยาว อ.เมือง จ.เชียงราย 57100)

## 活動
現在進行中のプロジェクトが数多くあり、タイ山岳少数民族の国籍申請に関する政府と村民の仲介活動、人身取引被害者の捜索、引き戻し活動 、人身取引防止啓蒙活動など行っている。基金では女性と子どもの人身取引防止への取り組みプロジェクトで人身取引を助長する子どもの物乞いへ施しをやらないように訴えている。さらに情報技術プロジェクトにも力を入れており、チェンラーイ県および2004年にスマトラ沖地震で被災した地域において、コンピュータ教育も提供している。また財団では山岳民族生活文化センター、バーチャル山岳民族博物館を創設し、文化継承に努めている。

## 宿泊施設
ミラーアートグループ・ゲストハウスを所有しており、エコツーリズムのプログラムなどを提供し、売り上げを財団運営費の一部にしている。

## ボランティア
ミラー財団は、欧米諸国や日本、シンガポールなどからのインターン、ボランティアを積極的に受け入れていることで知られている。